# Gemino
Gemino di Rodi (in greco antico: Γἐμινος?, Ghéminos o Γεμῖνος, Ghemînos; fl. I secolo a.C.) è stato un astronomo, geografo, matematico e filosofo greco antico, vissuto nel I secolo a.C.
Di lui ci resta l'opera Introduzione ai fenomeni e frammenti di altre. 

## Biografia
Non sappiamo quasi nulla della vita di Gemino, ma non vi sono motivi per non accettare la tradizione che lo vuole proveniente da Rodi. Poiché cita Posidonio ed è citato da Alessandro d'Afrodisia, possiamo essere certi che sia vissuto tra il I secolo a.C. ed il II secolo d.C. Gli studiosi, sulla base di vari elementi, sono generalmente d'accordo nel situare la sua attività nel I secolo a.C., ma non si è raggiunto l'accordo su una datazione più precisa. È in genere considerato un filosofo stoico seguace di Posidonio e forse suo allievo diretto.

## L'Introduzione ai fenomeni
L'unica opera che ci è rimasta, l'Isagoge, o Introduzione ai fenomeni, è appunto una breve introduzione allo studio dell'astronomia. Vi sono trattati soprattutto argomenti di geografia astronomica, come le stagioni, la durata variabile del giorno e il calendario. L'esposizione è elementare ed evita l'uso di strumenti matematici complessi. Essa contiene tuttavia qualche utile informazione sull'astronomia pre-tolemaica. Ad esempio quando Gemino descrive la “sfera” delle stelle fisse chiarisce che si tratta solo di un utile modello geometrico, in quanto le stelle in realtà sono a distanza variabile e non giacciono su una superficie sferica.   

## Le altre opere
Gemino aveva scritto un'epitome dei Meteorologica di Posidonio di cui Simplicio cita indirettamente qualche passo nel commento alla Fisica di Aristotele. I passi citati contengono affermazioni, interessanti dal punto di vista della storia dell'epistemologia, sulla differenza tra “matematica” e “fisica”.
La principale opera di Gemino era probabilmente quella, perduta, Sulla teoria delle scienze matematiche. Pappo cita infatti Gemino solo come autore di quest'opera, della quale abbiamo informazioni anche da Eutocio di Ascalona e da Proclo. L'opera, in almeno dodici libri, discuteva tutte le scienze “matematiche” (nel senso antico e cioè ampio del termine), classificate con un criterio trasmessoci da Proclo, ed includeva commenti a teoremi sulle coniche di Apollonio di Perga.
Friedrich Hultsch ha attribuito a Gemino anche alcuni testi anonimi da lui editi insieme ai frammenti di geometria e stereometria di Erone di Alessandria, ma le opinioni su questa attribuzione sono discordi.